# Compagnia Scimone Sframeli
La compagnia Scimone (Michele) Sframeli, nasce a Messina nel 1994 ed è fondata da Spiro Scimone e Francesco Sframeli.  
È una compagnia teatrale che mette in scena principalmente testi di drammaturgia contemporanea. La prima opera prodotta, Nunzio (1994), scritta da Scimone, in dialetto messinese e interpretata con Francesco Sframeli, con la regia di Carlo Cecchi, ha ispirato il film Due amici (2002), vincitore del Leone d'oro come migliore opera prima alla 59ª Mostra internazionale d'arte cinematografica di Venezia.

## Spettacoli
- Nunzio (1994)
- Bar (1997)
- La festa (1999) – presentata nel 2001 al Kunstenfestivaldesarts a Bruxelles[2]
- Il cortile (2003) – rappresentato anch'esso al Kunstenfestivaldesarts, ed anche al Festival d'Automne a Parigi e al Théâtre Garonne a Tolosa[2][3]
- La busta (2006)
- Pali (2009)
- Giù (2012)
- Amore (2015)
- Sei (2018)
- Fratellina (2022)

## Riconoscimenti
Nel 1994 NUNZIO è opera vincitrice selezione IDI Autori Nuovi 
Nel 1995 NUNZIO ottiene la Medaglia d'oro IDI per la drammaturgia
Nel 1997 Spiro Scimone vince il Premio Ubu "nuovo autore"; Francesco Sframeli vince il Premio Ubu "nuovo attore"
Nel 1999 LA FESTA vince il Premio Candoni-Arta Terme per la nuova drammaturgia
Nel 2004 IL CORTILE vince il Premio Ubu per il miglior testo teatrale
Nel 2009, PALI vince il Premio Ubu come migliore novità italiana \ricerca drammaturgica
Nel 2012 GIU' vince il Premio Ubu "miglior scenografia", realizzata da Lino Fiorito
Nel 2021 sono i padrini della XIX^ edizione di Kilowatt Festival
Nel 2023 FRATELLINA vince Il Premio Le Maschere del Teatro Italiano come Migliore Novità Italiana